# Mariana Sadovska
Ne doit pas être confondu avec Maria Sadowska.
Mariana Sadovska (née le 23 avril 1972 à Lviv, en Ukraine) est une actrice, chanteuse, musicienne, artiste et compositrice ukrainienne résidant à Cologne.

## Biographie
Mariana Sadovska est née à Lviv, à l'ouest de l'Ukraine. Elle suit une formation classique de piano au conservatoire de sa ville natale.
Elle commence sa carrière avec le théâtre Les Kourbas à Lviv, ainsi qu'aux festivals d’Anatole Vasiliev à St. Pétersbourg et Moscou. Là, elle est engagée pour rejoindre le Slavic Pilgrim Project par Jerzy Grotowski à Pontedera, en Italie. Plus tard cette année-là, elle est invitée à rejoindre le Théâtre Gardzienice où elle travaille pendant 10 ans en tant qu'actrice et directrice musicale. Pendant son mandat à Gardzienice, elle dirige des expéditions ethnomusicologiques en Ukraine, et dans d'autres pays : en Irlande, en Égypte, à Cuba et au Brésil. Elle a, depuis, organisé de nombreux échanges culturels entre des artistes contemporains d’Europe et des États-Unis et des chanteurs traditionnels ukrainiens.
En 2001, elle déménage à New York avec une subvention de la Earth Foundation. Elle y travaille comme directrice musicale à La MaMa Experimental Theatre Club, avec la compagnie théâtrale résidente d’E.T.C., Yara Arts Group ,.
Durant la période où elle réside à New York, elle commence à travailler sur des performances solo ainsi que des collaborations avec des artistes tels que Julian Kytasty, Michael Alpert (de Brave Old World), Anthony Coleman, Frank London, Victoria Hanna et Sanda. La même année, Global Village produit son premier CD solo, Songs I learned in Ukraine. En 2005, avec le groupe EVOE, elle produit son deuxième CD solo Borderland. Depuis, elle a fait des apparitions à la Knitting Factory, Joe’s Pub, la Brooklyn Academy of Music, Macor, Galapagos et Exit Art.
Mariana Sadovska enseigne dans des ateliers les techniques vocales qu’elle a rassemblés à travers ses voyages au Centre Grotowski (Pologne), au Giving Voice Festival (Royaume-Uni), à l'International Workshop Festival (Israël), au Royal Shakespeare Co. (Londres), ainsi que dans de nombreuses institutions académiques, y compris Harvard, Swarthmore, SUNY Buffalo, NYU et UC Santa Barbara.
En juillet 2005, elle donne des ateliers à l’Université de Kaboul. En 2006, elle est directrice musicale invitée du programme Art Atelier organisé par Toni Morrison à l’Université de Princeton. En 2008, Mariana Sadovska devient membre du Programme Fulbright. Elle est aussi l'une des musiciennes ukrainiennes présentes en Allemagne lorsque la Russie envahit son pays en 2022. Elle  chante lors du concert "Songs of Wounding" avec Ganna Gryniva et d'autres en soutien à l'Ukraine le 17 mars.

## Famille
Elle est la fille du chanteur, auteur-compositeur et traducteur ukrainien Viktor Morozov. Elle est mariée à l’artiste performeur allemand Andre Erlen.

## Discographie
- Vesna (Flowfish Records 2015)
- Vesna (Wizmar Records 2010)
- Borderland (Wizmar Records 2005)
- Gardzienice's Metamorfozy (Altmaster, Pologne, 2000)
- Songs I Learned in Ukraine (Global Village Music, US, June 2001)
- Song Tree, 2001 in collaboration with Radio Lublin (Pologne), Yara Arts Group (US) (produit par l'UNESCO)